# Uniwersytet Sophia
Uniwersytet Sophia (jap. 上智大学 Jōchi Daigaku, ang. Sophia University) – jedna z ważniejszych uczelni prywatnych w Japonii.
Znajduje się w Tokio, w dzielnicy Chiyoda. Ma 10 wydziałów, a jezuici – założyciele uniwersytetu – od początku kładli nacisk na międzynarodowy program nauczania, szczególnie języków obcych. Sophia szybko stała się wiodącą instytucją w zakresie języków obcych i literatury w Japonii. Dziś jest ważnym uniwersytetem dydaktycznym i badawczym w dziedzinie nauk humanistycznych, społecznych i przyrodniczych. Ma ponad 1500 studentów zagranicznych z 85 krajów. Studia odbywają się w języku angielskim i japońskim.

## Historia
W 1906 papież Pius X zwrócił się do Towarzystwa Jezusowego o założenie szkoły wyższej w Japonii. W 1911 powstała Sophia School Corporation (Jōchi Gakuin), a 2 lata później Ministerstwo Edukacji zatwierdziło utworzenie Uniwersytetu Sophia z 3 wydziałami: Filozofii, Literatury Niemieckiej i Handlu. W 1928 Sophia zreorganizowała się jako pełnoprawny uniwersytet.
W 1948 uczelnia rozpoczęła działalność z dwoma wydziałami: Humanistycznym (wydziały Filozofii, Historii, Literatury Angielskiej, Literatury Niemieckiej i Dziennikarstwa) oraz Ekonomicznym (wydziały Ekonomii i Handlu). Od 1951 wprowadzono studia magisterskie, a od 1955 – studia doktoranckie. W 1957 przyjęto do uczelni pierwsze studentki. W 1958 utworzono Wydział Teologiczny.
W lutym 1988 św. Jan Paweł II odwiedził uczelnię.
W 2011 powstała filia w Osace, a w 2015 filie uczelni w Kolonii (Niemcy) i w Nowym Jorku (USA).
W listopadzie 2019 uczelnię odwiedził papież Franciszek.
Absolwentami tej uczelni są m.in.: b. premier Japonii Morihiro Hosokawa, generał jezuitów Adolfo Nicolás, polityk Kōichirō Genba, minister Seiko Noda. Inni to np.: George Takei, Kyutaro Hashimoto, Christian Tissier, Antoni Kość, Robert Lado, Peter Seiichi Shirayanagi i Alan Merrill.

## Wydziały
Obecnie uniwersytet ma 10 wydziałów:

- Naukowo-Techniczny
- Sztuk Wyzwolonych
- Kulturoznawczy
- Studiów Globalnych
- Studiów Zagranicznych
- Ekonomiczny
- Prawa
- Nauk Humanistycznych
- Humanistyki
- Teologiczny[1]